# TV-Karte

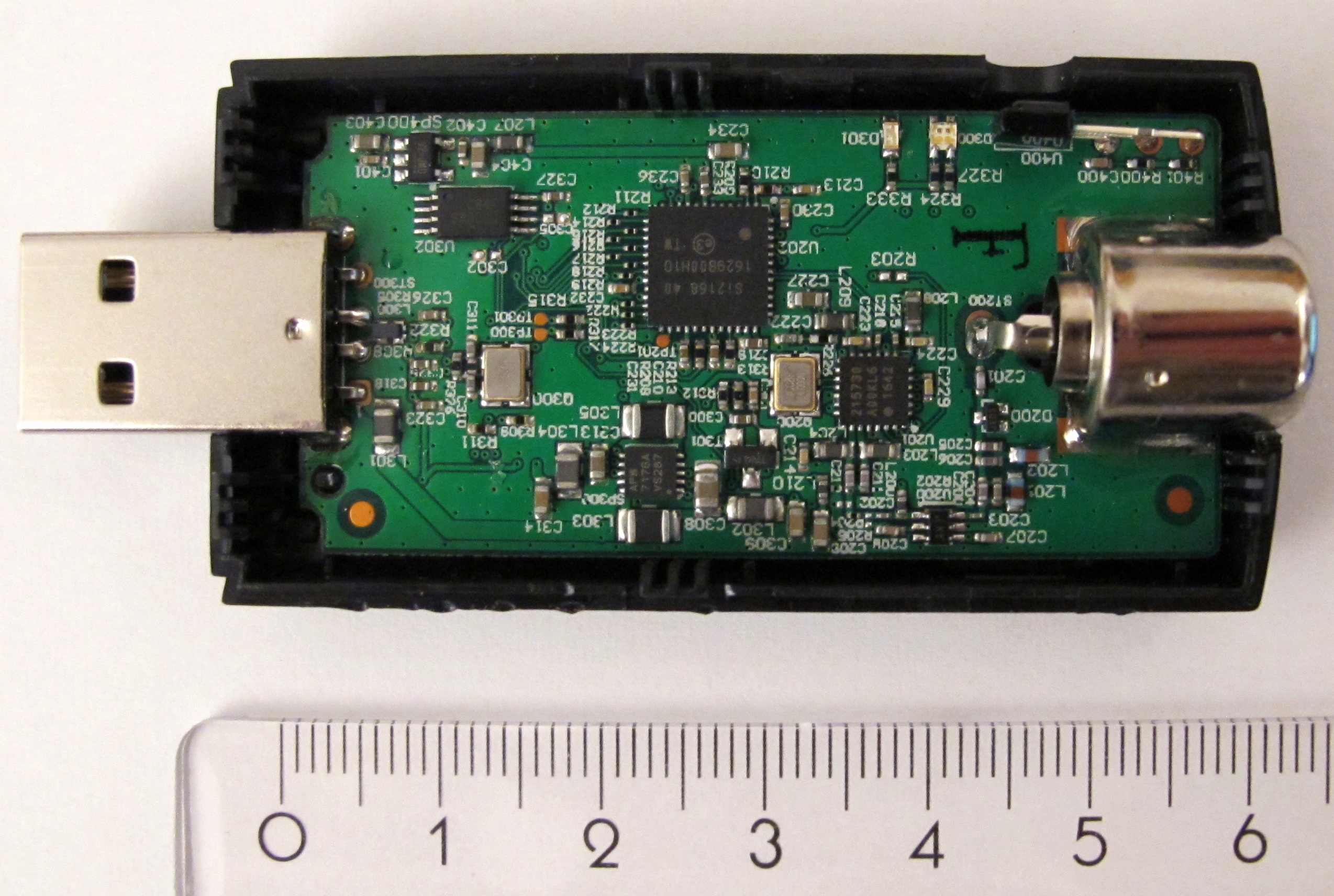
USB-Fernsehadapter für DVB-C und DVB-T/T2

Eine TV-Karte, oder auch Fernsehkarte oder Fernsehadapter, ist eine verallgemeinernde Bezeichnung für verschiedene Erweiterungskarten oder Steckadapter die dazu dienen Fernsehsignale über den Computer am Computermonitor darzustellen oder auf verschiedenartig beschreibbaren Datenspeichern wie Festplattenlaufwerken, USB-Massenspeichern oder Solid-State-Drives aufzuzeichnen. Waren mit Aufkommen der ersten Fernsehkarten, in den 1990er beginnend bis etwa 2010, vor allem größere Steckkarten mit Schnittstellen wie der PCI oder PCI-Express-Schnittstelle oder kleinere Bauformen in Form einer ExpressCard üblich, wurden diese in den Folgejahren zunehmenden durch kompakte Fernsehadapter mit USB-Schnittstelle ersetzt.
Grundsätzlich umfassen Fernsehkarten den für den Empfang nötigen Tuner und die nachfolgende Dekodierung und Aufbereitung der Fernsehsignale samt geeigneter Schnittstelle zum PC, oft auch ergänzt mit einer Schnittstelle für eine Infrarot-Fernbedienung. Nicht enthalten sind die für terrestrischen Empfang oder Satellitenempfang nötige Antennen, alternativ kann auch ein Kabelfernseheanschluss verwendet werden, und im Gegensatz zu Fernsehgeräten fehlen auch die für die Ausgabe oder Speicherung der Bild- und Tonsignale nötigen Gerätekomponenten, welche Teil des Computersystems sind.
Von Fernsehkarten zu unterscheiden sind Framegrabber, welche Videosignale im Basisband wie das FBAS-Signal im analogen Bereich, auswerten und für die Videoverarbeitung am PC die Schnittstelle darstellen. Wesentliches Unterscheidungsmerkmal ist, dass Framegrabber über keinen eingebauten Tuner verfügen.

## Typen
Je nach Funktionsumfang und technologischen Weiterentwicklungen weisen Fernsehkarten unterschiedliche Merkmale auf und unterstützen verschiedene Fernsehstandards. Grob lassen sich TV-Karten nach der Unterstützung von analogen und/oder digitalen Videostandards unterteilen. Zusätzlich zum analogen und/oder digitalen Fernsehempfang haben manche TV-Karten noch weiter Empfangsmöglichkeiten, zum Beispiel klassische Cinch- oder S-Video-Eingänge oder einen HDMI-Eingang.

### Analoge Fernsehkarten

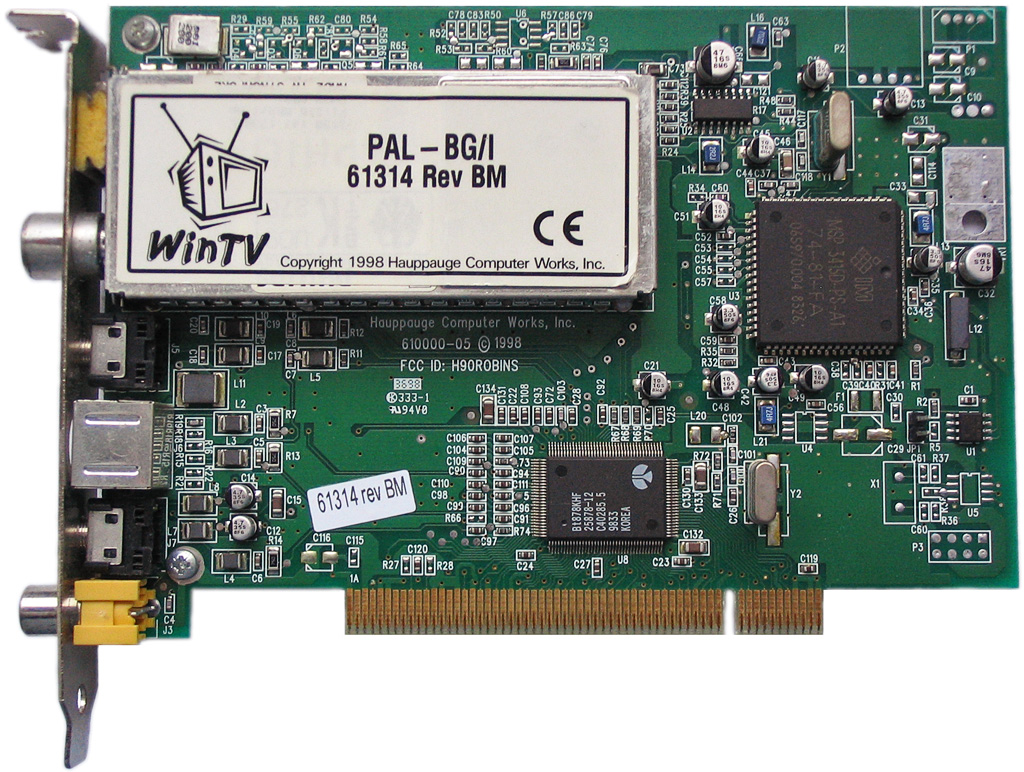
PCI-TV-Karte von Hauppauge Computer Works für analoges Fernsehen

Analoge Fernsehkarten dominierten in der Anfangszeit bis Mitte der 2000er Jahre, als Fernsehprogramme primär in den analogen Fernsehnormen ausgestrahlt wurden. Dies waren analoge Videoübertragungsverfahren wie PAL, dies war primär in Europa verbreitet, und NTSC, primär im nordamerikanischen Raum. Dabei gestaltete sich der terrestrische Fernsehempfang und der Empfang via Kabelnetzbetreiber technisch ident. Viele dieser analogen Fernsehkarten boten auch die Möglichkeit, analoges UKW-Radio im Frequenzbereich von 88,5 MHz bis 108 MHz zu empfangen und über die Lautsprecher eines PCs ausgeben zu können.
Einige der ersten analogen Fernsehkarten der ersten Generation, welche auch als Video-Overlay-Karten bezeichnet werden, erzeugen das analoge VGA-Signal für den Monitor selbst und mischen es mit dem analogen VGA-Signal der Grafikkarte zusammen. Dies war dem Umstand geschuldet, dass damalige PC-Systeme mit ISA-Bus für den auch zeitkritischen Transport digitaler Videodaten zwischen Fernsehkarte und Videokarte nicht leistungsfähig genug waren. Nachteilig an dem Verfahren ist, dass die Darstellung der Grafik durch die Signalmischung in der Qualität reduziert wird.
Einige analoge Fernsehkarten bieten auch die Funktion des Genlock an. Damit kann ein analoges Videosignal ausgegeben werden und darin synchron zum empfangenen Fernsehbild Texte oder Bilder eingeblendet werden. Die bei analogen Fernsehkarten eingesetzten Chipsätze, welche von vielen Betriebssystemen unterstützt werden, sind von der Firma Conexant (vormals Brooktree) mit den Bezeichnungen Bt848/849/878/879.

### Digitale Fernsehkarten

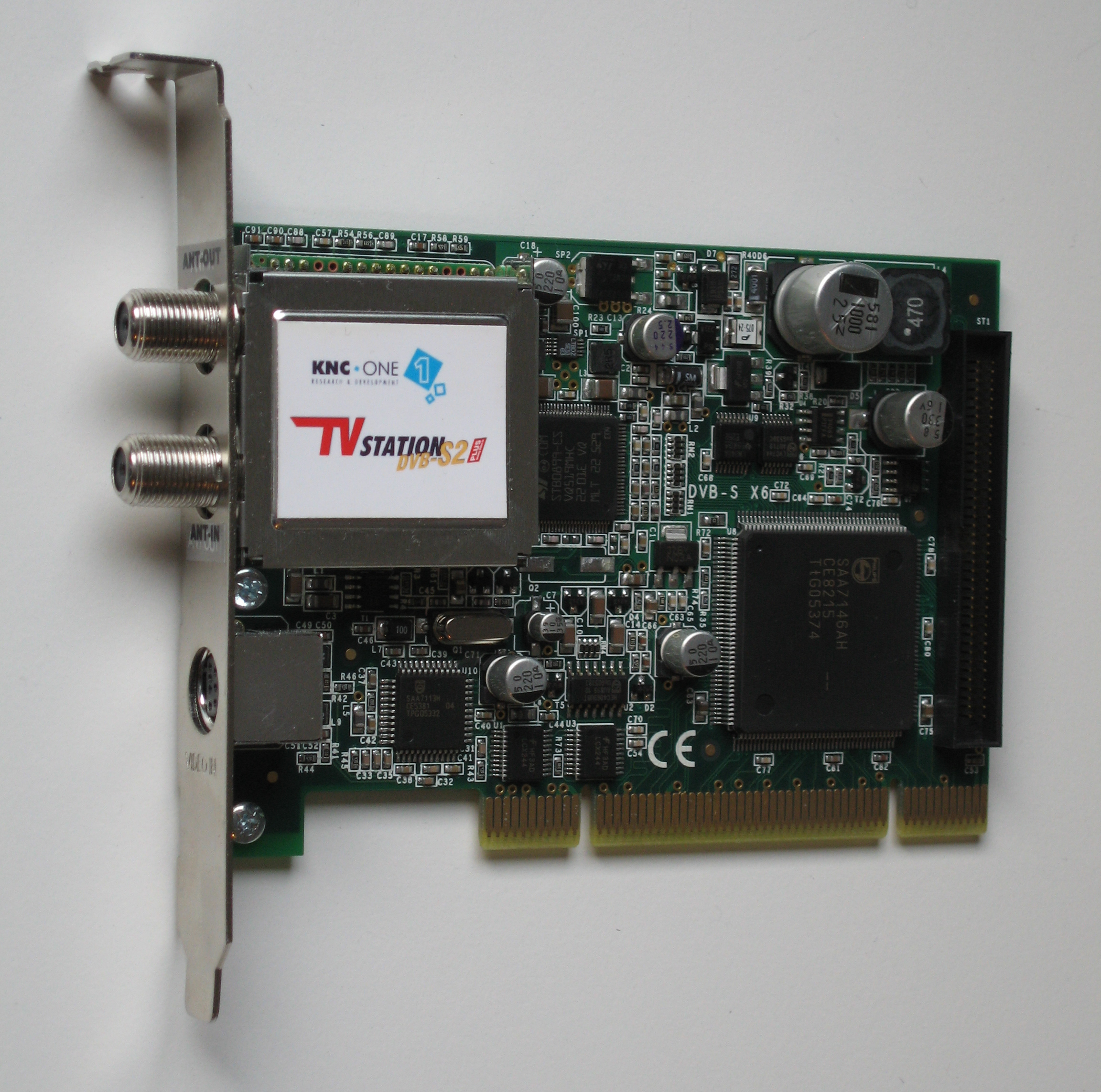
Eine der ersten TV-Karte für DVB-S2

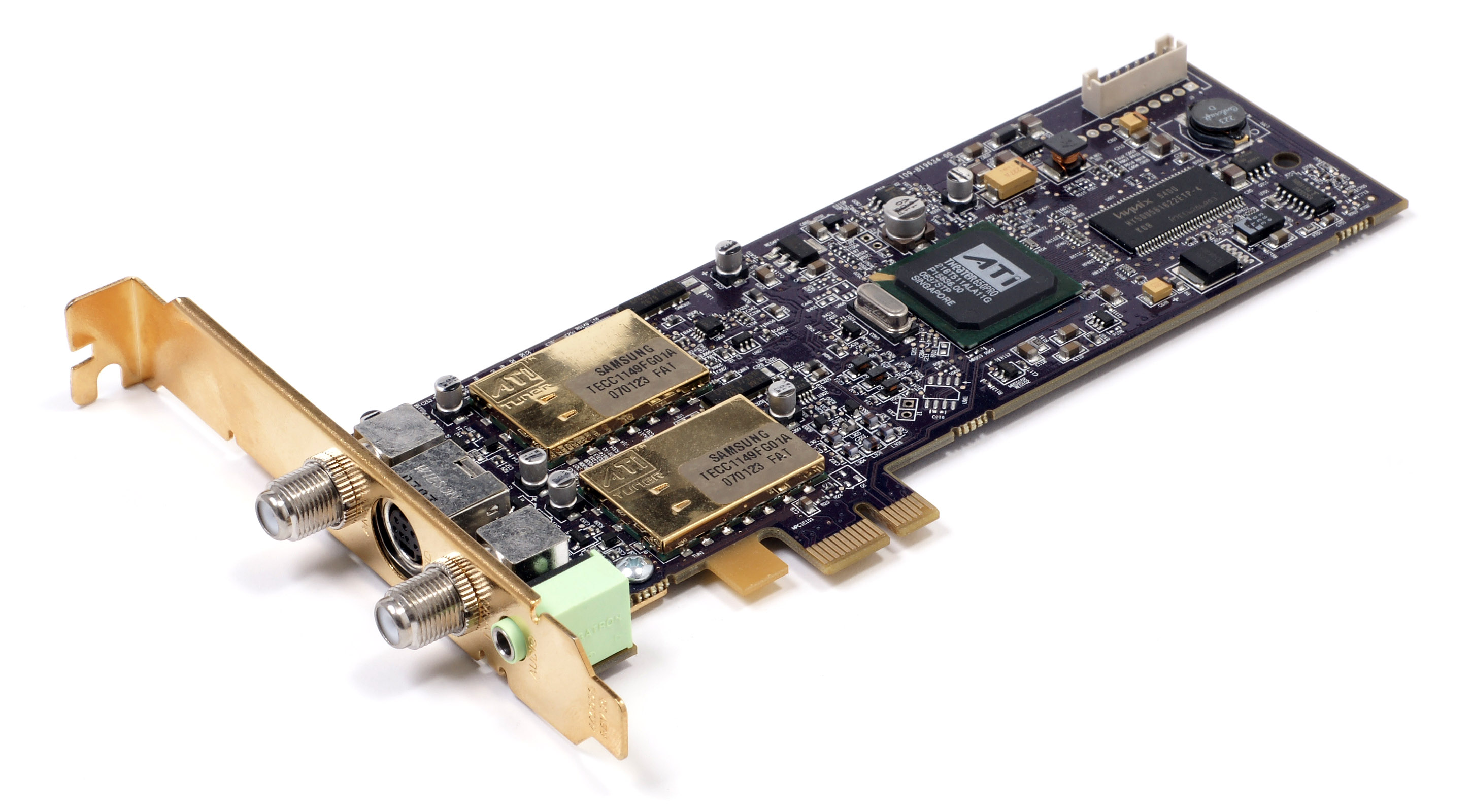
PCIe-Dual-Tuner-Karte für NTSC und ATSC

Mit der Ablösung der analogen Fernsehenprogrammübertragung durch digitale Verfahren wie DVB-T und DVB-T2 für terrestrischen Empfang, DVB-C für digitalen Kabelempfang und DVB-S und DVB-S2 für Satellitenempfang kam es auch zu einer Anpassung bei den Fernsehkarten. Je nach Typ sind Kombinationen der verschiedenen digitalen Fernsehnormen in einer Karte verfügbar, und aufgrund der Namensähnlichkeit auch als DVB-Karte bezeichnet. Insbesondere bei DVB-T2-Empfängern ist die Kombination mit DVB-C (sowie die Abwärtskompatibilität zu DVB-T) üblich, da sie dieselben Frequenzen und Bandbreiten verwenden. Erste digitale Fernsehkarten hatten einen hardwareunterstützten MPEG-2-Dekoder, spätere Modelle umfassen auch Dekoder für H.264 und H.265. Solche Karten sind jedoch in den oberen Preisklassen zu finden. Seit etwa 2016 wird dies zunehmend obsolet, da aktuelle CPUs diese Funktion bereits enthalten.
Um eine Sendung aufzuzeichnen, muss der Datenstrom aus einer digitalen TV-Karte nur auf einem Datenträger, wegen der erforderlichen Speicherkapazität und Schreibgeschwindigkeit meist einer Festplatte, gespeichert werden. Im Gegensatz dazu müssen bei der Aufzeichnung mittels einer analogen TV-Karte die analogen Bild- und Tonsignale digitalisiert und vom PC in Echtzeit rechenaufwendig komprimiert und anschließend auf einem Datenträger gespeichert werden. Die Aufzeichnung über eine digitale TV-Karte erfolgt unabhängig vom Fabrikat daher stets mit maximaler Qualität. Lediglich Störungen auf dem Übertragungsweg vom Satelliten, vom terrestrischen Sender oder Störungen im  TV-Kabelnetz mindern die Qualität, was sich in Bild- und Tonaussetzern oder „verpixelten“ Bildern („Klötzchen“ im Bild) äußert. Ebenfalls sind die Anforderungen an den Rechner deutlich niedriger, wodurch bei Rechnern mit geringerer Rechenleistung Aussetzer vermieden werden. Jedoch kann die Aufzeichnungsfunktion eventuell durch Digital Rights Management eingeschränkt werden.
Die Abmessungen Klassischer Fernsehkarten werden durch die fortschreitende Miniaturisierung der Elektronik immer kleiner. Während terrestrische Empfänger schon seit langem meist über USB angeschlossen werden (siehe DVB-T-Stick), sind mit Stand um 2015 auch andere digitale Fernsehkarten zunehmend mit USB-Schnittstelle ausgestattet und erlauben den einfachen Anschluss an verschiedene Computer wie auch Laptops oder Einplatinencomputer wie den Raspberry Pi. Während Kabel- und Antennenempfänger mit dem Strom aus einem USB-Anschluss auskommen, benötigen USB-Satellitenempfänger anders als interne Varianten eine zusätzliche Stromversorgung, meist durch ein externes Netzteil.